# Сюй Цзюнь
Сюй Цзюнь (кит. трад. 徐俊, піньїнь: Xú Jùn; нар. 17 вересня 1962, Сучжоу) — китайський шахіст і шаховий тренер (Старший тренер ФІДЕ від 2012 року), гросмейстер від 1994 року.

## Шахова кар'єра
Від початку 1980-х початку 2000-х років належав до числа провідних китайських шахістів, двічі (1983, 1985) ставши чемпіоном Китаю. Між 1984 і 2004 роками десять разів брав участь у шахових олімпіадах (1986 року здобув бронзову медаль в особистому заліку на 1-й шахівниці), у 1985, 1989 і 1993 роках виступав за національну збірну на командних чемпіонатах світу (1985 року здобув срібну медаль в особистому заліку на 4-й шахівниці), а також п'ять разів був переможцем командного чемпіонату Азії. Двічі (Суботиця 1987, Біль 1993) взяв участь у міжзональних турнірах і тричі у чемпіонатах світу ФІДЕ, які проходили за олімпійською системою (у 2000 і 2001 роках вибув у 2-му раунді, а 2004 року – в 1-му раунді). Дійшов до 3-го раунду Кубка світу 2005, в якому поступився Русланові Пономарьову.
До найбільших успіхів Сюй Цзюня належить дворазова перемога на чемпіонатах Азії (2000, 2001), а також на зональному турнірі в Джакарті (1987). Досягнув низки інших успіхів, зокрема, в таких містах, як: Гдиня (1986, посів 1-ше місце), Джакарта (1994, посів 2-ге місце позаду Едхі Хандоко) і Шанхай (2003, поділив 1-ше місце разом з Чжаном Чжуном).
Найвищий рейтинг Ело в кар'єрі мав станом на 1 липня 2000 року, досягнувши 2668 очок займав тоді 22-ге місце в світовому рейтинг-листі ФІДЕ, одночасно займаючи 2-ге місце (позаду Є Цзянчуаня) серед китайських шахістів.

## Зміни рейтингу
| На цьому місці має відображатися графік чи діаграма, однак з технічних причин його відображення наразі вимкнено. Будь ласка, не видаляйте код, який викликає це повідомлення. Розробники вже працюють для того, щоби відновити штатне функціонування цього графіка або діаграми. | |
| | На цьому місці має відображатися графік чи діаграма, однак з технічних причин його відображення наразі вимкнено. Будь ласка, не видаляйте код, який викликає це повідомлення. Розробники вже працюють для того, щоби відновити штатне функціонування цього графіка або діаграми. |